# Музиканти Кам'янеччини
«Музика́нти Кам'яне́ччини» — біографічно-репертуарний довідник Майї Печенюк, виданий наприкінці жовтня 2003 року у видавництві «Поділля» (Хмельницький).

## Зміст книги
У довіднику зібрано біографічний матеріал про композиторів, співаків, інструменталістів, музичних педагогів кінця 19 — початку 21 століття, які народилися в місті Кам'янець-Подільський та Кам'янець-Подільському районі, а також про музичних діячів, життя та діяльність яких пов'язано з Кам'янеччиною. Музичний матеріал доповнено творчими біографіями митців.

## Персоналії
У книзі представлено 45 музикантів:
- Аліксійчук Олена Станіславівна
- Альперін Михайло Юхимович
- Бец Олексій Давидович
- Білобржицький Дмитро Васильович
- Бонковський Діонісій Федорович
- Ганицький Тадеуш Діонісович
- Голубовський Костянтин Костянтинович
- Гуківський Анатолій Антонович
- Гурфінкель Аркадій Костянтинович
- Дідик Михайло Петрович
- Жарін Владлен Георгійович
- Завадський Михайло Адамович
- Заремба Владислав Іванович
- Іванов Володимир Федорович
- Комінек Зденек Рудольфович
- Копитман Марк Рувімович
- Корба Василь Олексійович
- Кот Юрій Миколайович
- Коціпінський Антон Гіацинтович
- Краєв'янов Ігор Григорович
- Краєв'янов Ігор Ігорович
- Курковський Григорій Васильович
- Ладиженський Петро Анатолійович
- Леонтович Микола Дмитрович
- Ліпковська Лідія Яківна
- Ліпман Борис Романович
- Мельник Микола Петрович
- Мілка Анатолій Павлович
- Очеретенко Людмила Юхимівна
- Панчук Володимир Петрович
- Перепелюк Володимир Васильович
- Попович Анатолій Васильович
- Приходько Олекса Кіндратович
- Рибчинська Зінаїда Сергіївна
- Сирота Лео
- Сис-Бистрицька Тамара Андріївна
- Ситник Петро Олександрович
- Слюсар Борис Іванович
- Старенький Володимир Васильович
- Укупник Аркадій Семенович
- Чабан Світлана Володимирівна
- Шавловська Леся Іванівна
- Шреєр-Ткаченко Онисія Яківна
- Яковчук Олександр Миколайович
- Яропуд Зиновій Петрович